# Faster Pussycat
Faster Pussycat é uma banda de hard rock dos Estados Unidos formada em 1986 em Los Angeles, Califórnia. Sofreu várias alterações ao longo do tempo, sendo atualmente composta por Taime Downe no vocal, Ace Von Johnson na guitarra, Danny Nordahl no baixo, Xristian Simon na guitarra e Chad Stewart na bateria e percussão.

## História
A banda foi formada em Hollywood por Taime Downe durante o boom do glam metal na década de 1980, e a sua primeira formação incluiu Downe e Greg Steele junto com Brent Muscat. O nome da banda, Faster Pussycat, é derivado do filme Faster, Pussycat! Kill! Kill! de 1965, dirigido por Russ Meyer.
Musicalmente, a banda teve inspirações de alguns grupos como Rolling Stones, Aerosmith, Sex Pistols, New York Dolls, Kiss, Hanoi Rocks, entre outros. Lançaram seu primeiro álbum em 1987, auto-intitulado Faster Pussycat, produzido por Ric Browde.
Seu álbum mais bem sucedido foi Wake Me When It's Over, de 1989, no qual está a canção "House of Pain" que alcançou a 28.ª posição na parada musical Billboard Hot 100.

## Membros
Atuais
- Taime Downe - vocal (1986–1993, 2001–presente)
- Xristian Simon - guitarra (2001–presente)
- Ace Von Johnson - guitarra (2010–presente)
- Danny Nordahl - baixo (2001–presente)
- Chad Stewart - bateria, percussão (2001–presente)

Anteriores
- Greg Steele - guitarra, piano, vocal de apoio (1986–1993, 2001)
- Brent Muscat - guitarra, vocal de apoio (1986–1993, 2001–2005)
- Michael Thomas - guitarra (2007–2010)
- Eric Stacy - baixo (1987–1993)
- Kelly Nickels - baixo (1986–1987)
- Brett Bradshaw - bateria, percussão (1990–1993)
- Mark Michals - bateria, percussão (1986–1990)
- Walter Adams - baixo

## Discografia

### Álbuns de estúdio
- 1987 - Faster Pussycat
- 1989 - Wake Me When It's Over
- 1992 - Whipped!
- 2006 - The Power and the Glory Hole

### Ao vivo
- 2009 - Front Row for the Donkey Show

### EPs
- 1990 - Live and Rare
- 1992 - Belted, Buckled and Booted

### Coletâneas
- 2001 - Between the Valley of the Ultra Pussy
- 2003 - Greatest Hits

### Singles
| Ano  | Single                     | Posições nas paradas | Posições nas paradas |
| Ano  | Single                     | EUA Hot 100          | EUA Main Rock        |
| ---- | -------------------------- | -------------------- | -------------------- |
| 1987 | "Cathouse"                 | -                    | -                    |
| 1987 | "Don't Change That Song"   | -                    | -                    |
| 1987 | "Bathroom Wall"            | -                    | -                    |
| 1989 | "Poison Ivy"               | -                    | -                    |
| 1990 | "You're So Vain"           | -                    | -                    |
| 1990 | "House of Pain"            | 28                   | 23                   |
| 1992 | "Nonstop to Nowhere"       | -                    | 35                   |
| 2006 | "Number One with a Bullet" | -                    | -                    |